# Josef Hiršal
Josef Hiršal (24. července 1920 Chomutičky – 15. září 2003 Praha) byl český básník a překladatel.

## Život
Narodil se v rodině rolníka a vesnického kapelníka. Tvořil se svou spolupracovnicí a partnerkou Bohumilou Grögerovou. Společně s ní také obdržel v roce 1986 cenu Toma Stopparda za dílo Let let.
Přeložil například Podivuhodné cesty Barona Prášila, přičemž J. Hiršal překládal poezii, zatímco Jiří Kolář prózu, poezii Christiana Morgensterna nebo teoretické texty Maxe Bense (společně s Bohumilou Grögerovou).
Jako tvůrčí duo Hiršal – Grögerová se věnovali především experimentální poezii a v této oblasti patřili v Československu spolu s Jiřím Kolářem a Ladislavem Novákem k nejvýraznějším osobnostem. Kromě vlastní tvorby, reprezentované především sbírkou JOB BOJ, publikovali také překlady zahraničních autorů a uspořádali též několik sborníků, Experimentální poezie (1967), Slovo, písmo, akce, hlas (1967), Vrh kostek (1993). Experimentální poezii se věnovali i teoreticky a proslovili na to téma řadu přednášek. Pozoruhodná je také jejich kniha Co se slovy všechno poví (1964), využívající principy experimentální poezie v knížce pro děti.
V roce 1999 se stal jedním ze signatářů monarchistického prohlášení Na prahu nového milénia, jehož autorem byl spisovatel Petr Placák.
Zemřel roku 2003 v Praze. Pohřben byl na Vinohradském hřbitově.

## Dílo

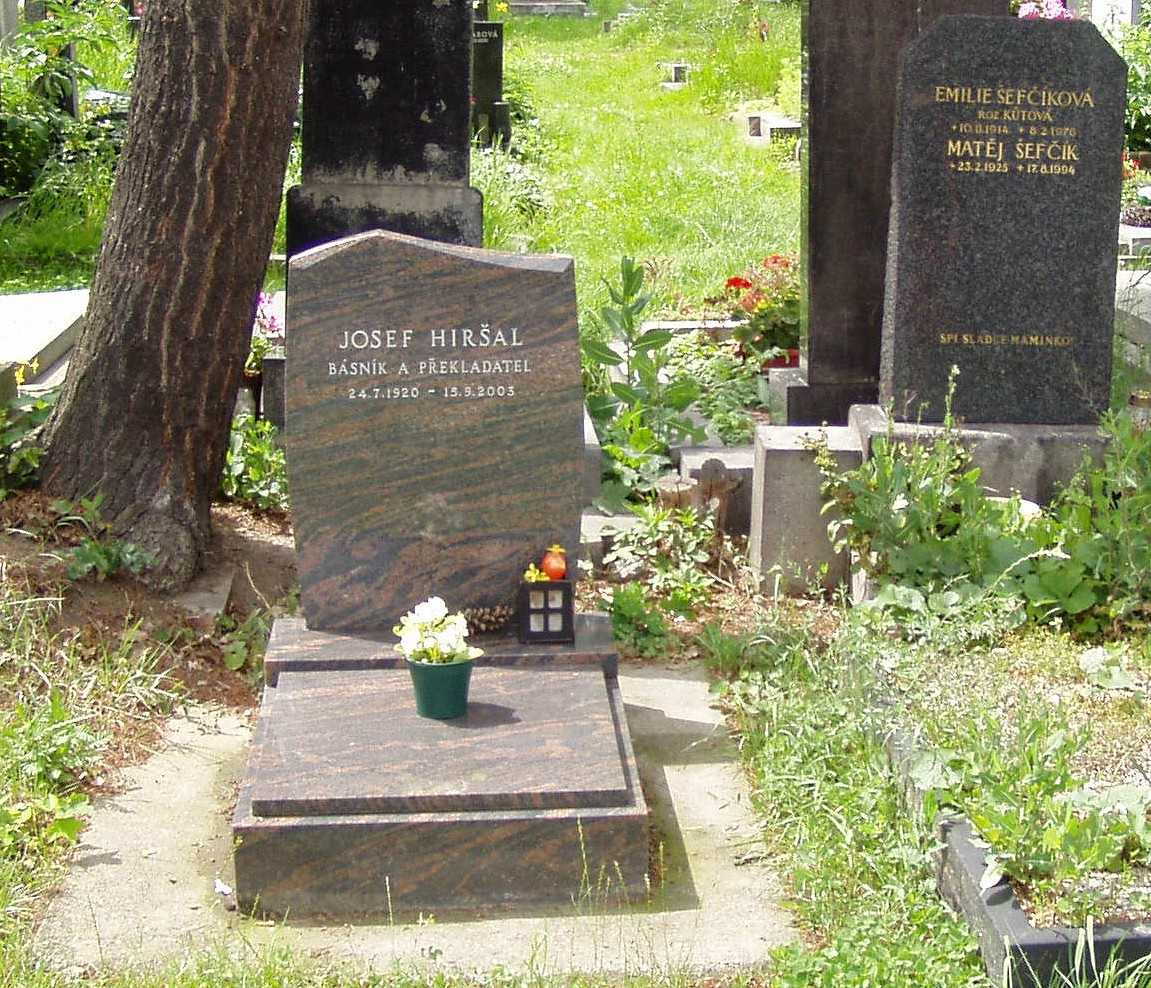
Hrob Josefa Hiršala na pražském Vinohradském hřbitově

Psal experimentální poezii.

### Pro děti
- Do práce nám slunce svítí (1944, il. Karel Pekárek)
- Vzdušné zámky (1946, il. Milada Kazdová)
- Snídaně v lese (1948, il. Jaroslav Bureš)
- Červená Karkulka (1949, il. Miroslav Šašek)
- Šťastně dojeď, dlouhý vláčku (1954)
- Jana jde do školky (1955, il. Kamil Lhoták)
- Co nám veze (1959, il. Eva Landrová)
- Ivánek a zvířátka (1961)
- O zatoulaném kotěti (1962)
- O podivné záhadě na poštovním úřadě (s B. Grögerovou, 1962)
- O kocouru, kohoutu a huse (1962)
- Malý grafik (1964)
- Co se slovy všechno poví (s B. Grögerovou, 1964)
- Hiršalův skicák (2009, 2016) – výbor z díla s ilustracemi Petra Nikla

### Próza
- Kocourkov (1959)
- Slovo, písmo, akce, hlas k estetice kultury technického věku (1967)
- Vínek vzpomínek (1989)

### Poezie
- Vědro stříbra (1940)
- Noclehy s klekánicí (1942)
- Studené nebe (1944)
- Matky (1945)
- Úzké cesty (1948)
- Chvilku se dívej, chvilku si zpívej (1962)
- Soukromá galerie (1965)
- Čtyři básně (1965)
- Píseň mládí (1986)
- Soukromá galerie (1992)
- Párkař (1997)
- Básně – třásně – rohypnol (1998)

### Společné sbírky
- JOB BOJ (s B. Grögerovou, 1968)
- Trojcestí (s B. Grögerovou, 1991)
- Let let 1, 2, 3 (s B. Grögerovou, 1993–1994)

### Překlady
Kromě vlastních překladů především poesie z němčiny do češtiny, se masivně podílel na překladech poesie jiných autorů, když přebásňoval jejich do češtiny přeložené texty. Samostatné překlady publikoval také z rumunštiny a srbštiny.